# Nephodia cleona
Nephodia cleona är en fjärilsart som beskrevs av Druce 1893. Nephodia cleona ingår i släktet Nephodia och familjen mätare. Inga underarter finns listade i Catalogue of Life.